# Syllis violacea
Syllis violacea är en ringmaskart som beskrevs av Grube 1870. Syllis violacea ingår i släktet Syllis och familjen Syllidae. Inga underarter finns listade i Catalogue of Life.